# لورا بارني هاردينغ
لورا بارني هاردينغ (بالإنجليزية: Laura Barney Harding)‏ هي نجمة اجتماعية وممثلة أمريكية، ولدت في 2 يونيو 1902 في فيلادلفيا في الولايات المتحدة، وتوفيت في 9 أغسطس 1994.